# Danny Herbst
Danny Herbst (* 16. November 1977) ist ein ehemaliger deutscher Basketballspieler.

## Laufbahn
Der 1,93 Meter große Herbst spielte für die BG Bergedorf und in der 2. Basketball-Bundesliga für den BC Johanneum Hamburg. 1998 wechselte er zum TK Hannover. Er stieg mit dem TSV Lesum-Burgdamm (später Bremen Roosters) 2002 in die 2. Bundesliga auf und gehörte dort zu den besten Korbschützen, erzielte in der Saison 2002/03 21 Punkte je Begegnung und war mit einer mittleren Einsatzzeit von 35,3 Minuten je Begegnung der Bremer Spieler, der im Schnitt pro Partie am längsten auf dem Feld stand.
2005 wechselte Herbst innerhalb der 2. Bundesliga zu den Cuxhaven BasCats, ab 2006 spielte er für den TSV Lesum-Burgdamm in der Oberliga.